# Варано (озеро)
Варано (итал. Lago di Varano) — озеро в Южной Италии. Располагается на территории национального парка Гаргано в провинции Фоджа на севере области Апулия. Относится к бассейну Адриатического моря, сообщаясь с ним через две протоки: Капояле (на северо-западе) и Варано (на северо-востоке).
Озеро Варано находится на северном берегу полуострова Гаргано и отделено от моря дюнной пересыпью шириной в 1 км. Площадь озера — 65 км². Наибольшая глубина составляет 4,4 м и приходится на центральную часть акватории, средняя глубина — 3,5 м. Примерная площадь водосборного бассейна — 300 км².